# Communauté de communes des Hautes Combes
La communauté de communes des Hautes Combes est une ancienne communauté de communes française, située dans le département du Jura et la région Franche-Comté.

## Histoire
En janvier 2011, elle a été incorporée dans la Communauté de communes Haut-Jura Saint-Claude.

## Composition
La communauté de communes regroupait 7 communes :
- Bellecombe
- Les Bouchoux
- Lajoux
- Les Molunes
- Les Moussières
- La Pesse
- Septmoncel